# Xã Calvin, Quận Jewell, Kansas
Xã Calvin (tiếng Anh: Calvin Township) là một xã thuộc quận Jewell, tiểu bang Kansas, Hoa Kỳ. Năm 2010, dân số của xã này là 48 người.